# سيلفر كريك (ميزوري)
سيلفر كريك (بالإنجليزية: Silver Creek, Missouri)‏ هي منطقة سكنية تقع في الولايات المتحدة في مقاطعة نيوتن، ميزوري. يقدر عدد سكانها بـ 623 نسمة ومساحتها 2.07 كم2 وترتفع عن سطح البحر 316 متر.

## التركيبة السكانية
قام مكتب تعداد الولايات المتحدة بتحديد بيانات التركيبة السكانية لسيلفر كريك في تعداد الولايات المتحدة. في ما يلي، التركيبة السكانية حسب تعدادي 2000 و2010.

### تعداد عام 2000
بلغ عدد سكان سيلفر كريك 608 نسمة بحسب تعداد عام 2000، وبلغ عدد الأسر 238 أسرة وعدد العائلات 191 عائلة مقيمة في القرية. في حين سجلت الكثافة السكانية 776.2 نسمة لكل ميل مربع (299.7/كم2). وبلغ عدد الوحدات السكنية 248 وحدة بمتوسط كثافة قدره 316.6 نسمة لكل ميل مربع (122.2/كم2).
وتوزع التركيب العرقي للقرية بنسبة 95.39% من البيض و 1.15% من الأمريكيين الأصليين و 0.99% من الأمريكيين ذوي الأصول الآسيوية و 2.14% من عرقين مختلطين أو أكثر.
بلغ عدد الأسر 238 أسرة كانت نسبة 25.6% منها لديها أطفال تحت سن الثامنة عشر تعيش معهم، وبلغت نسبة الأزواج القاطنين مع بعضهم البعض 71.0% من أصل المجموع الكلي للأسر، ونسبة 6.7% من الأسر كان لديها معيلات من الإناث دون وجود شريك، وكانت نسبة 19.7% من غير العائلات. تألفت نسبة 16.0% من أصل جميع الأسر من أفراد ونسبة 8.8% كانوا يعيش معهم شخص وحيد يبلغ من العمر 65 عاماً فما فوق. وبلغ متوسط حجم الأسرة المعيشية 2.83، أما متوسط حجم العائلات فبلغ 2.55.
بلغ العمر الوسطي للسكان 47 عاماً. وكانت نسبة 20.9% من القاطنين تحت سن الثامنة عشر، وكانت نسبة 7.1% بين الثامنة عشر والأربعة وعشرون عاماً، ونسبة 19.4% كانت واقعةً في الفئة العمرية ما بين الخامسة والعشرون حتى والأربعة وأربعون عاماً، ونسبة 34.9% كانت ما بين الخامسة والأربعون حتى الرابعة والستون، ونسبة 17.8% كانت ضمن فئة الخامسة والستون عاماً فما فوق. يوجد لكل 100 أنثى 94.9 ذكر، ويوجد لكل 100 أنثى في الثامنة عشر من عمرها فما فوق 94.0 ذكر.
بلغ متوسط دخل الأسرة في القرية 45,781 دولار، أما متوسط دخل العائلة فبلغ 50,313 دولار. وكان متوسط دخل الذكور 31,923 دولار مقابل 25,104 دولار للإناث. وسجل دخل الفرد الخاص بالقرية 24,677 دولار. وكانت نسبة 3.2% من العائلات ونسبة 3.2% من السكان تحت خط الفقر،

### تعداد عام 2010
بلغ عدد سكان سيلفر كريك 623 نسمة بحسب تعداد عام 2010، وبلغ عدد الأسر 249 أسرة وعدد العائلات 202 عائلة مقيمة في القرية. في حين سجلت الكثافة السكانية 778.8 نسمة لكل ميل مربع (300.7/كم2). وبلغ عدد الوحدات السكنية 260 وحدة بمتوسط كثافة قدره 325.0 لكل ميل مربع (125.5/كم2).
وتوزع التركيب العرقي للقرية بنسبة 95.3% من البيض و 2.1% من الأمريكيين الأصليين و 1.6% من عرقين مختلطين أو أكثر.
بلغ عدد الأسر 249 أسرة كانت نسبة 21.7% منها لديها أطفال تحت سن الثامنة عشر تعيش معهم، وبلغت نسبة الأزواج القاطنين مع بعضهم البعض 69.9% من أصل المجموع الكلي للأسر، ونسبة 7.6% من الأسر كان لديها معيلات من الإناث دون وجود شريك، بينما كانت نسبة 3.6% من الأسر لديها معيلون من الذكور دون وجود شريكة وكانت نسبة 18.9% من غير العائلات. تألفت نسبة 14.5% من أصل جميع الأسر من أفراد ونسبة 8.4% كانوا يعيش معهم شخص وحيد يبلغ من العمر 65 عاماً فما فوق. وبلغ متوسط حجم الأسرة المعيشية 2.70، أما متوسط حجم العائلات فبلغ 2.50.
بلغ العمر الوسطي للسكان 50.5 عاماً. وكانت نسبة 17.2% من القاطنين تحت سن الثامنة عشر، وكانت نسبة 5.6% بين الثامنة عشر والأربعة وعشرون عاماً، ونسبة 19.3% كانت واقعةً في الفئة العمرية ما بين الخامسة والعشرون حتى والأربعة وأربعون عاماً، ونسبة 32.5% كانت ما بين الخامسة والأربعون حتى الرابعة والستون، ونسبة 25.5% كانت ضمن فئة الخامسة والستون عاماً فما فوق. وتوزع التركيب الجنسي للسكان بنسبة 46.7% ذكور و53.3% إناث.